# William Joseph Knight
Pour les articles homonymes, voir Knight.
William Joseph Knight dit Pete est un pilote américain de X-15 né le 18 novembre 1929 et mort le 8 mai 2004 . Il détient le record du monde de vitesse aérien à 7 273 km/h.

## Biographie
William Joseph Knight était marié à Helena Stone. Il a donné naissance à 3 fils, Steve, Peter et David.
Knight rejoint l'Armée de l'Air des États-Unis en 1951. Alors qu'il est seulement sous-lieutenant, il effectue un vol à bord d'un F-89 au National Air Show de 1954 et remporte le Allison Jet Trophee.

## Vols réalisés
Il fut l'un des huit pilotes de X-15 à franchir l'altitude des 50 miles (un peu plus de 80 km), qui est la frontière de l'espace selon la définition de l'USAF.
Le 3 octobre 1967, il établit le record de vitesse du X-15 qui est aussi le record du monde de vitesse aérien à 7 273 km/h (altitude 31 km). Le 17 octobre 1967, il franchit l'altitude de 85 km (vitesse 6 206 km/h), son record personnel d'altitude.

## Divers
L'avion porteur du SpaceShipOne, le White Knight, a été baptisé en son honneur, ainsi qu'en celui de Robert Michael White.